# Aloísio Rabatá
Aloísio Rabatá (Erice, 1443 — Randazzo, 1490) foi um religioso carmelita italiano.
Entrou muito cedo na Ordem do Carmo. Foi prior do mosteiro reformado de Randazzo, onde morreu, vítima de uma agressão na cabeça, após ter perdoado o agressor e sem revelar o seu nome.